# Центральный банк Филиппин
Центральный банк Филиппин (таг. Bangko Sentral ng Pilipinas) — центральный банк Республики Филиппины.

## История
Первый банк, основанный испанцами на Филиппинах — Испанский банк Филиппин Изабеллы II — был также первым банком, начавшим в 1852 году выпуск банкнот на Филиппинах. В 1877 году начат выпуск билетов казначейства. В 1898 году, во время Филиппинской революции повстанцы выпускали собственные бумажные деньги.
В 1903 году Конгресс США принял закон о денежной системе Филиппин. Право выпуска банкнот получило казначейство Филиппин. Продолжался также выпуск банкнот Испанского банка Филиппин, сменившего в 1912 году название на Банк Филиппинских островов. В 1916 году начал выпуск банкнот Филиппинский национальный банк.
В период Второй мировой войны единого эмиссионного центра на Филиппинах фактически не существовало. Японское военное командование выпускало оккупационные песо. В районах, занятых партизанами, выпускались «партизанские песо» с обязательством их выкупа по окончании войны. Незначительное количество собственных бумажных денег выпустило и марионеточное правительство Республики Филиппины.
15 июня 1948 года учреждён Центральный банк Филиппин, начавший операции 3 января 1949 года и в том же месяце получивший исключительное право эмиссии. Капитал банка принадлежал правительству Филиппин.
3 июля 1993 года учреждён новый центральный банк. Название банка оставлено прежним — Центральный банк Филиппин.